# Uromi

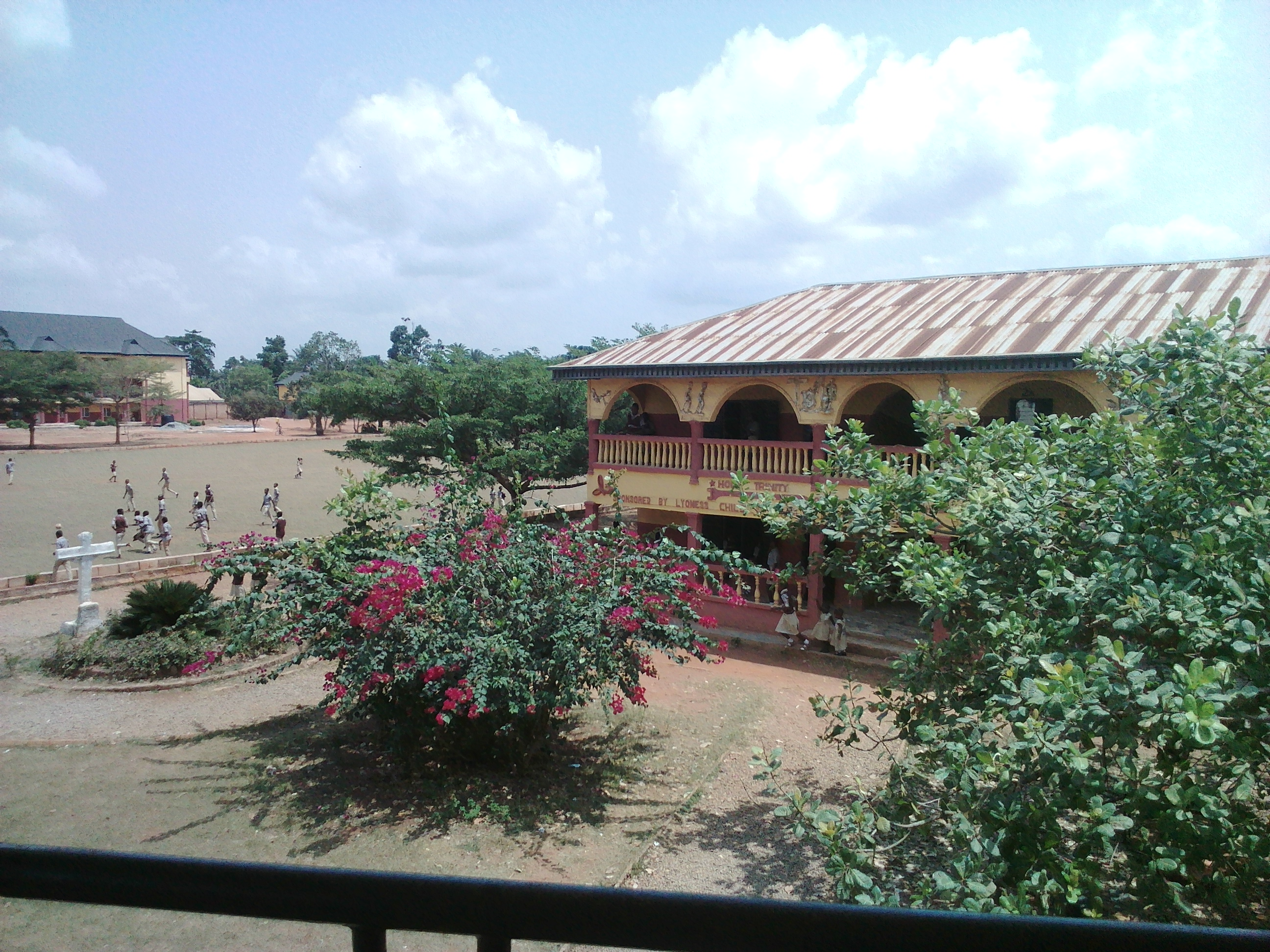
École secondaire privée à Uromi.

Uromi est une ville du Nigeria située dans l'État d'Edo.

## Royaume traditionnel
Le royaume d'Uromi est une monarchique dirigé par un roi (Onojie) qui gère la direction du royaume. La direction du royaume d'Uromi est un système de monarchie héréditaire . Le roi gouverne avec le corps des chefs qui assistent le roi dans la direction du royaume.
Le royaume a été créé en 1463 par le monarque Bini oba Ewuare conférant la royauté à Ichesan (premier Onojie d'Uromi). Le trône est depuis transmis à ses descendants.

### Liste des rois (Onojie) d'Uromi
1. Ichesan
2. Agba N'Ojie
3. Ikenoa
4. Éhenoa
5. Ikhivabhojere
6. Okuoye
7. Ikhize
8. Ikhimigbale
9. Ouwagbo
10. Édiale
11. Akhilomène
12. Okolo N'Ojie
13. Ogbidi Okojie
14. Uwagbale
15. Edenojie Okojie Ier
16. Omelimen Edenojie Ier
17. Anslem Edenojie II

Les différents villages d'Uromi sont dirigés par les anciens des villages individuels qui sont responsables devant le roi. Le conseil des anciens est dirigé par un homme âgé indigène, qui est le doyen des indigènes mâles. Le conseil des anciens a sa propre autorité législative et est donc en mesure d'infliger des sanctions aux contrevenants dans le cadre de sa désignation.

## Galerie

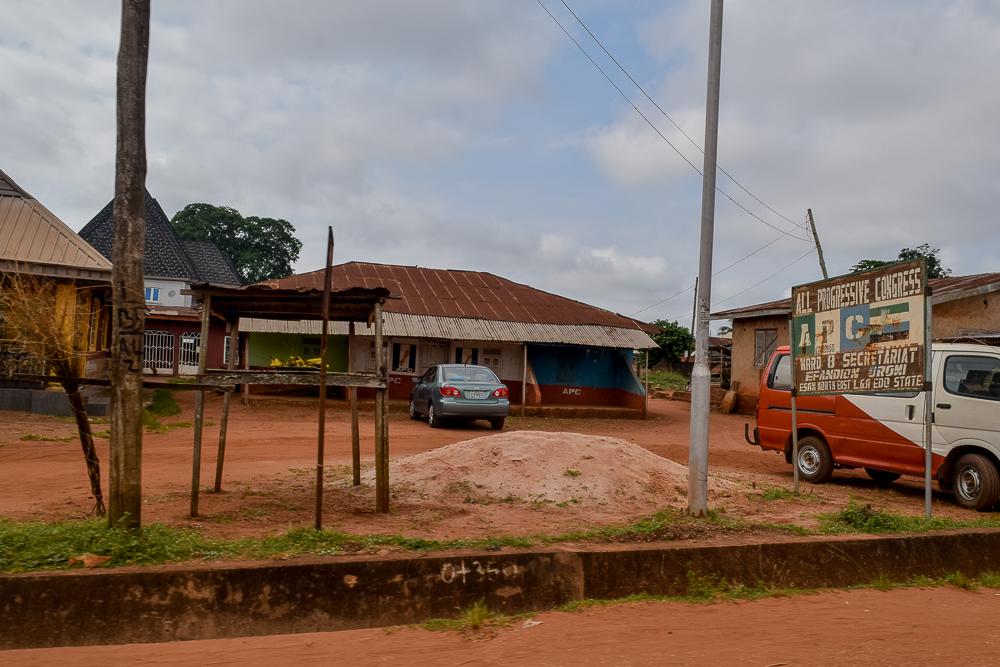
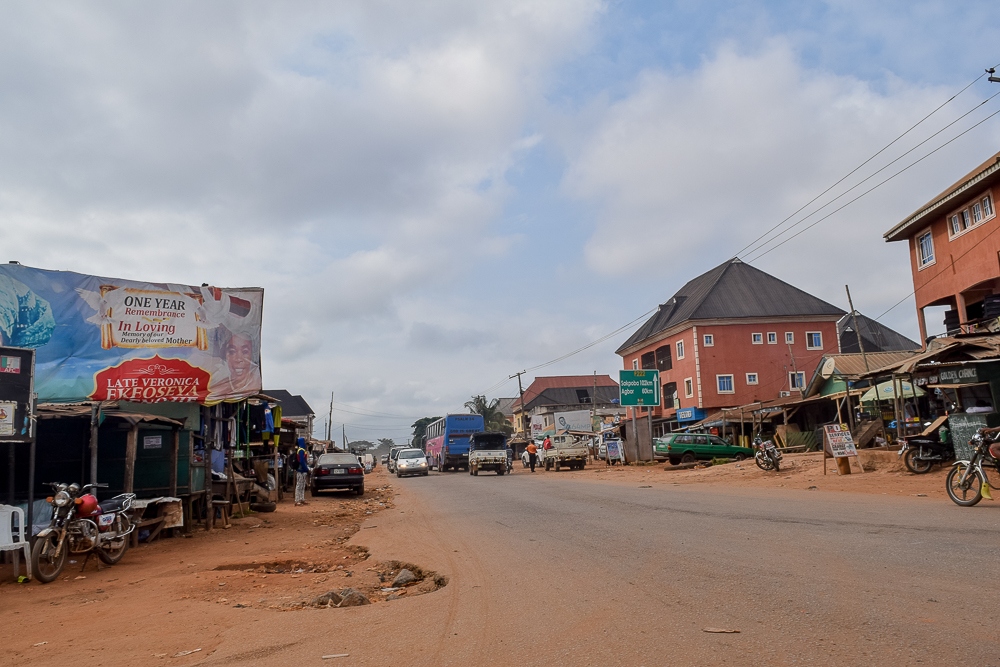
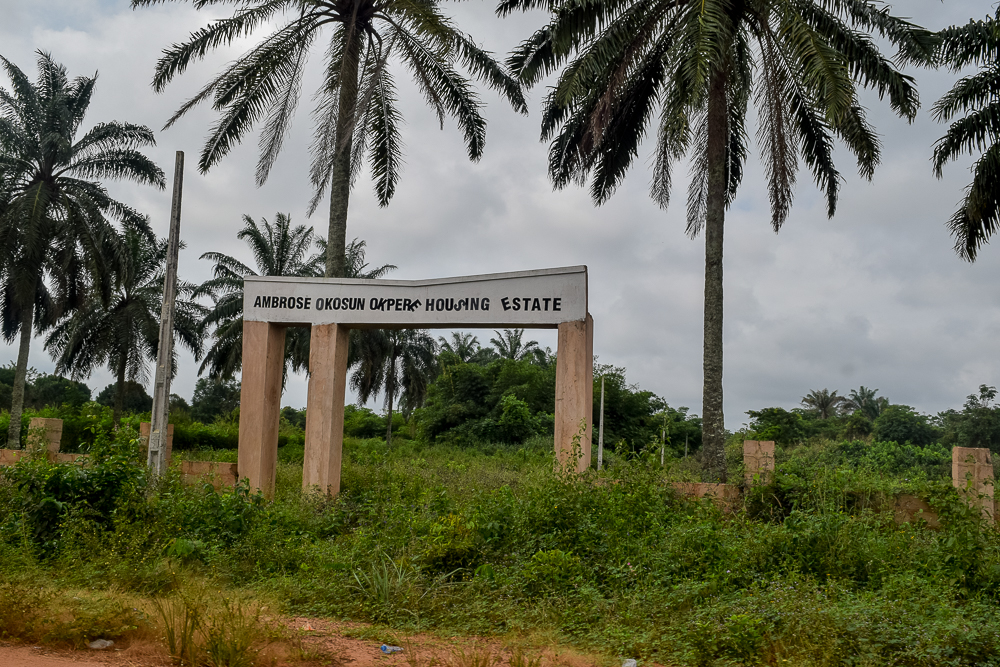
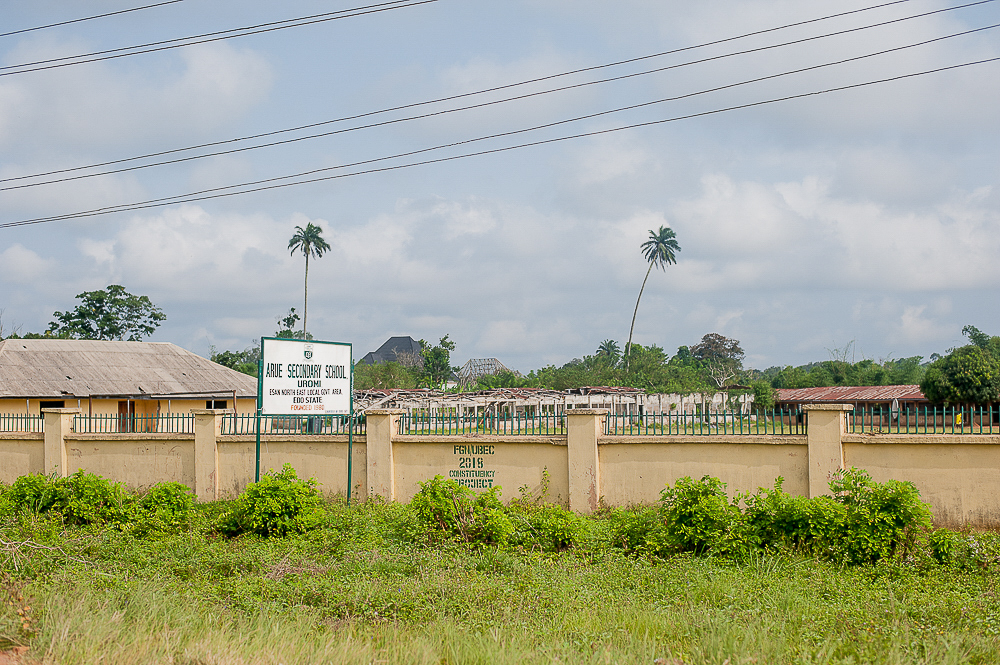
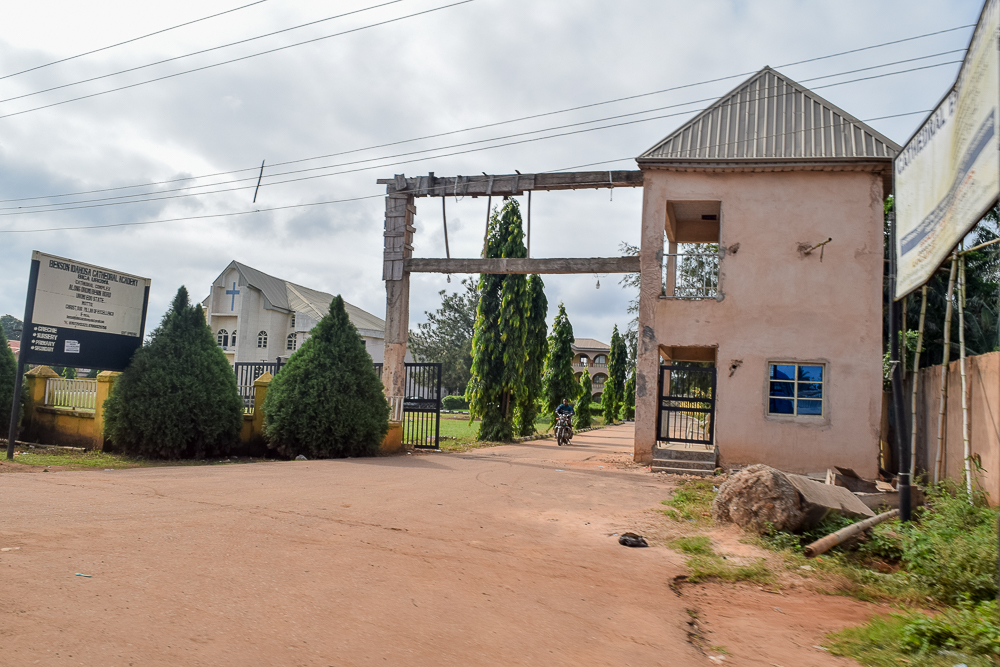
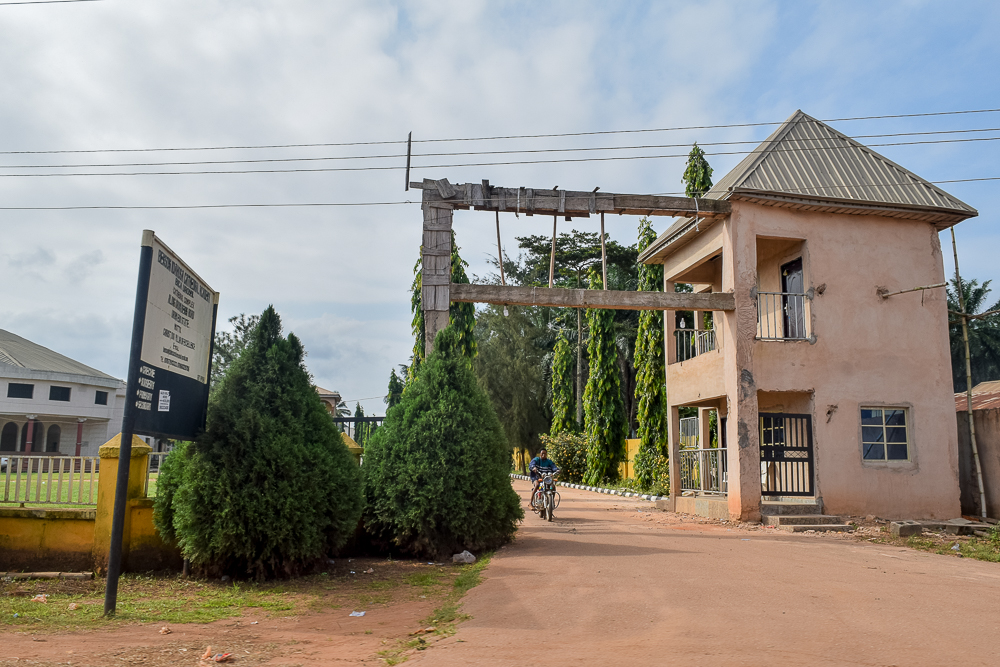
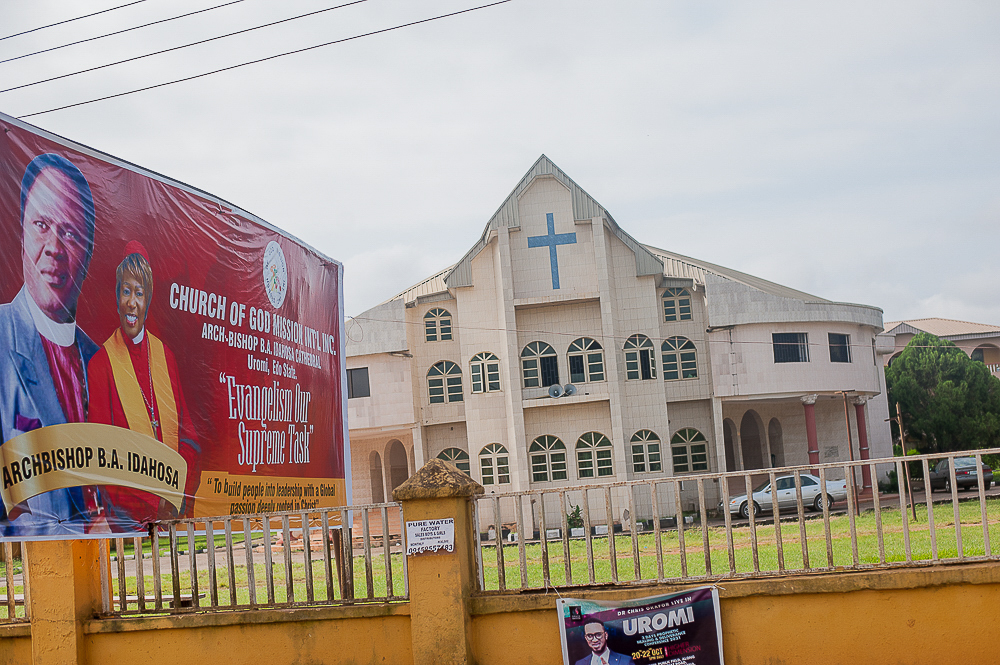
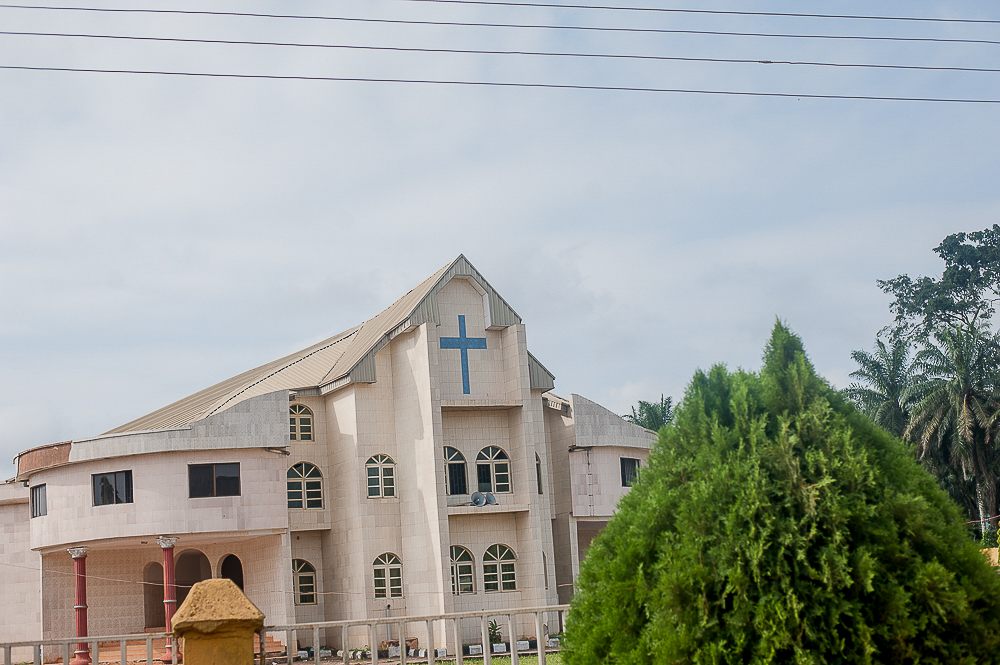
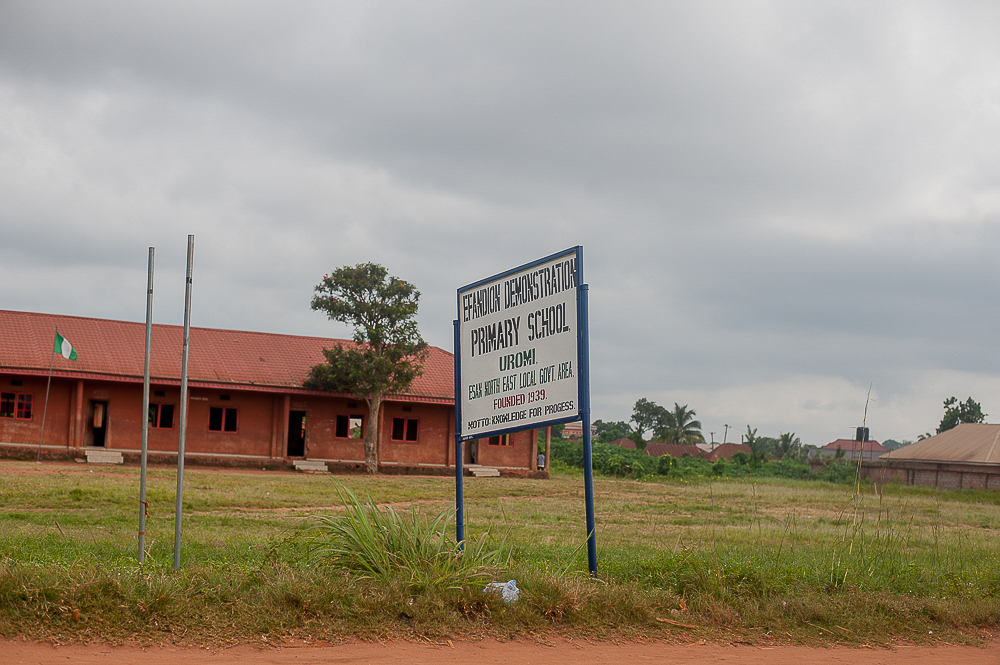
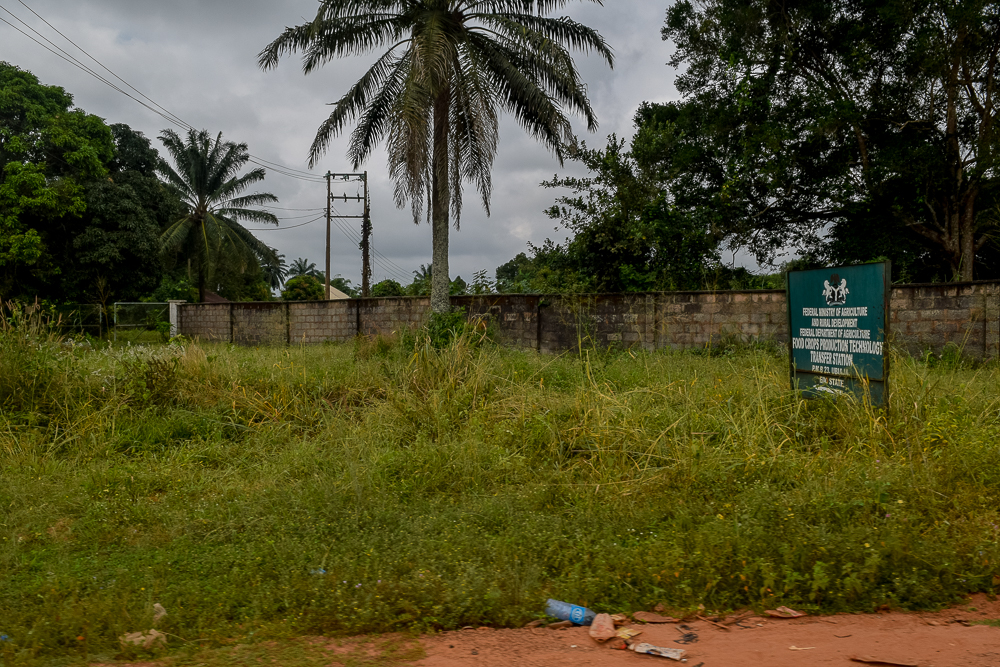
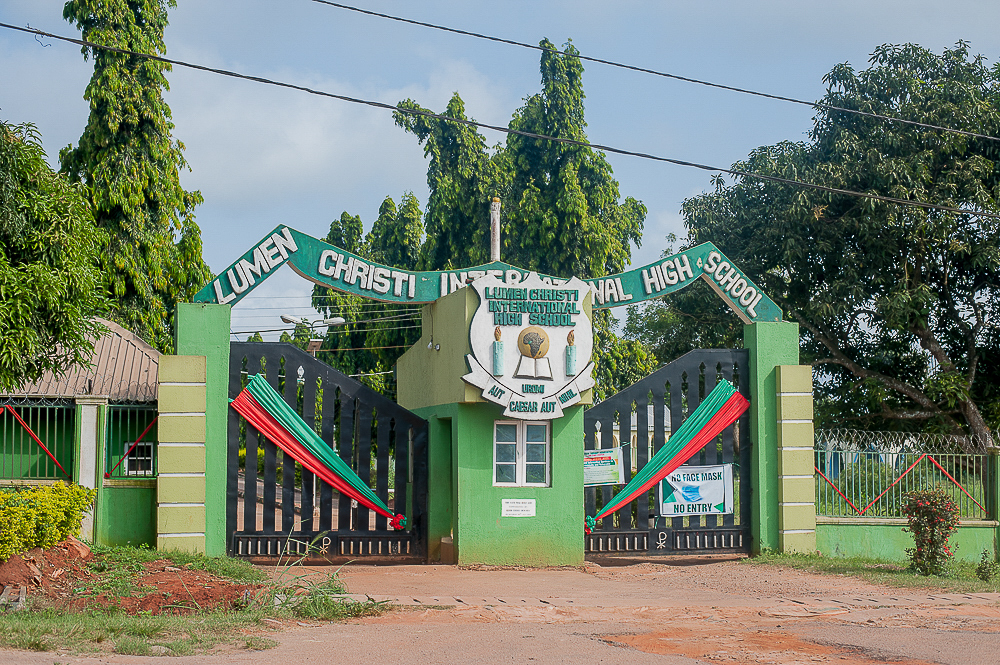
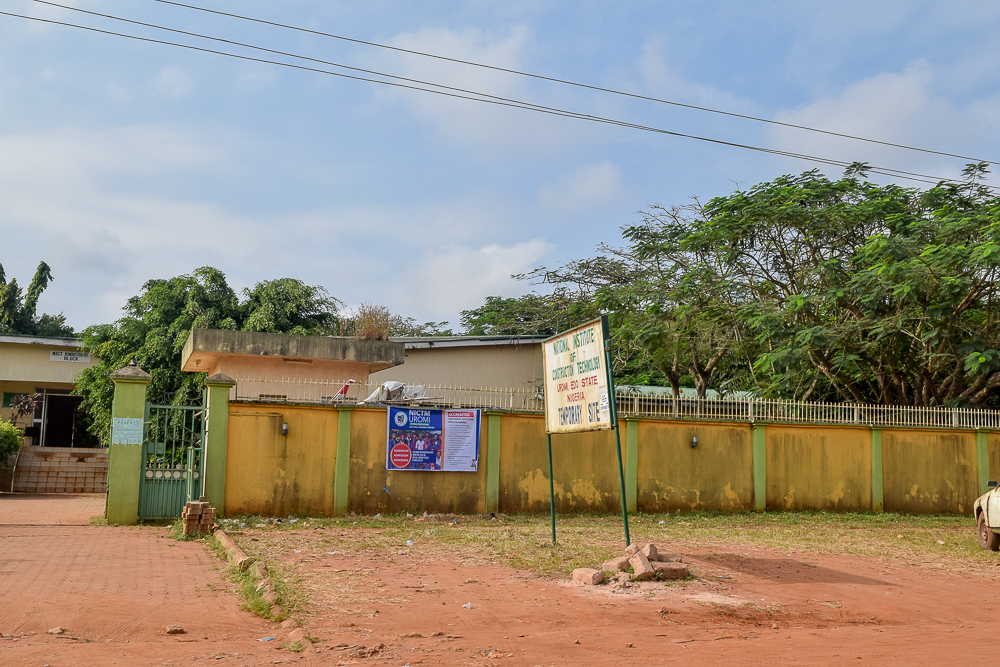
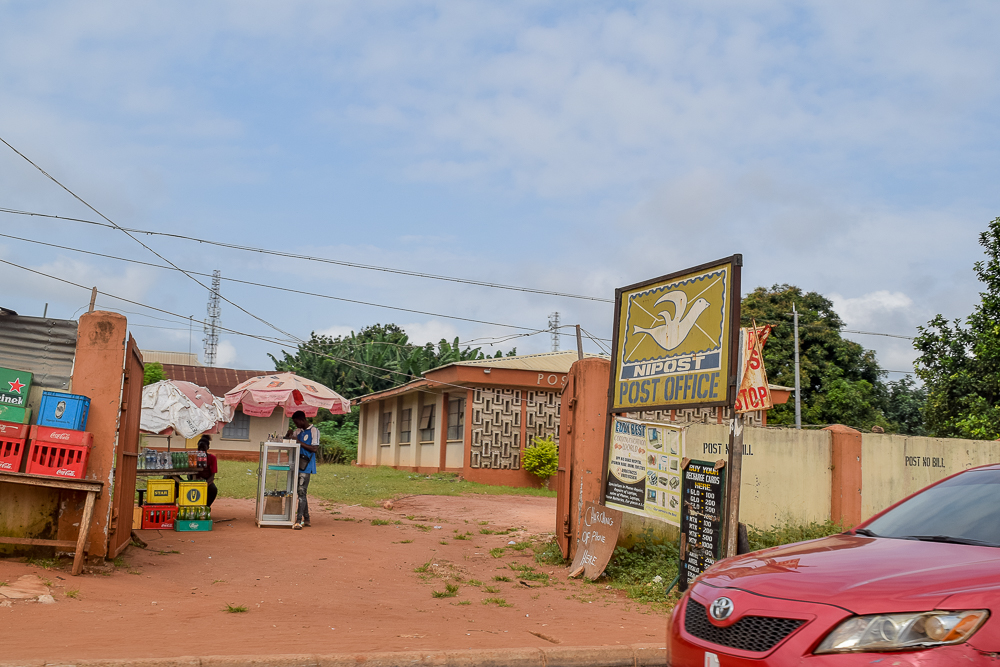
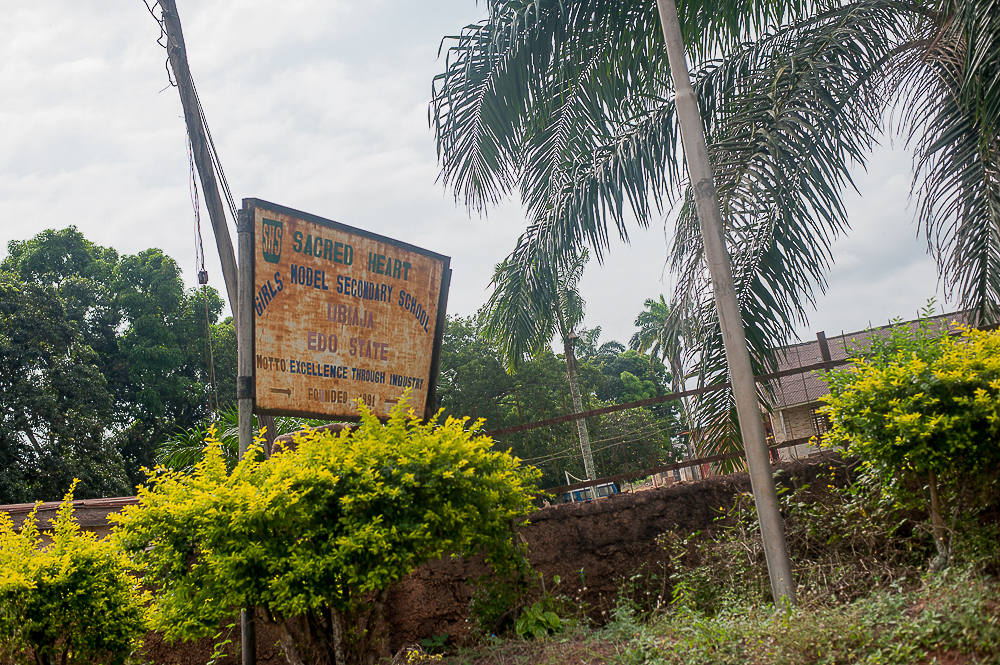
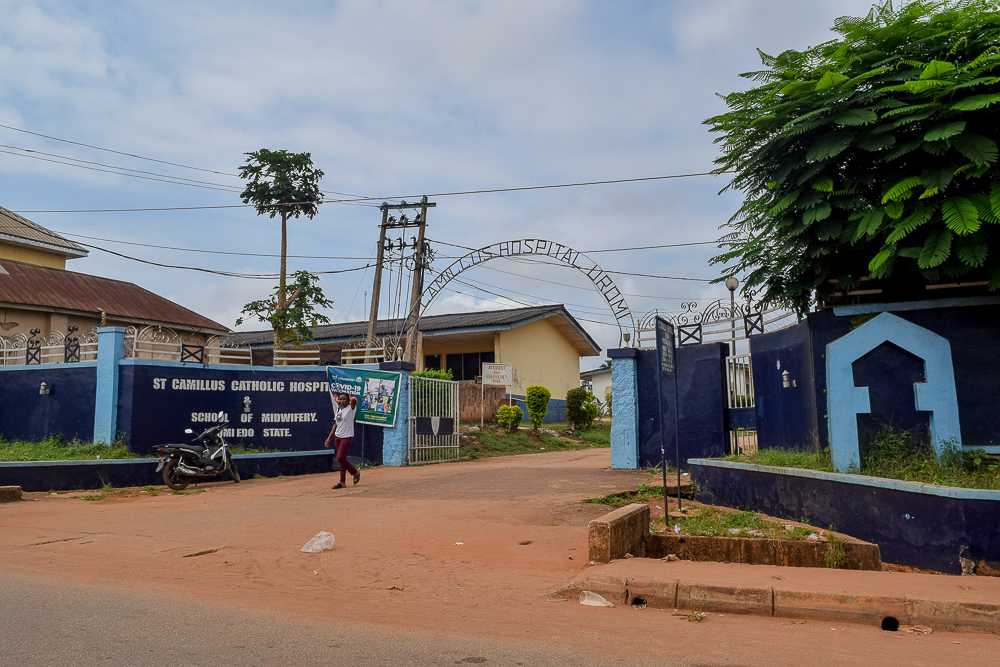
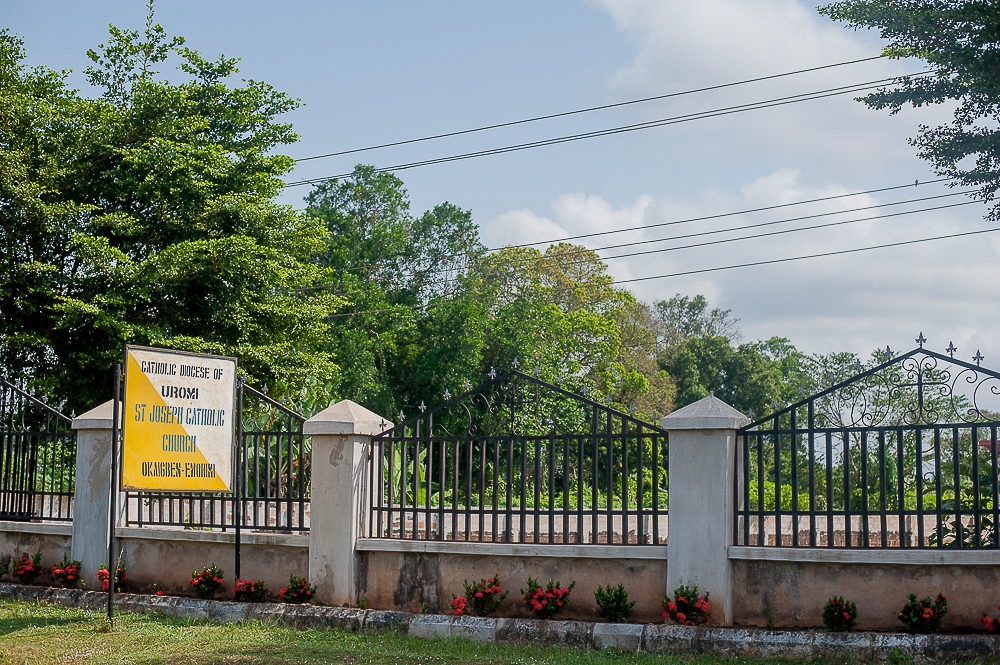